# Friedrich Schiller (trein)
De Friedrich Schiller was een West-Duitse binnenlandse TEE-trein voor de verbinding Dortmund - Stuttgart. De Friedrich Schiller is vernoemd naar de Duitse schrijver en filosoof Johann Christoph Friedrich von Schiller.

## Geschiedenis
De Deutsche Bundesbahn introduceerde op 1 oktober 1972 de intercity Friedrich Schiller (IC 166-167) op de verbinding Dortmund - Stuttgart, in eerste instantie als pure eersteklastrein maar na veloop van tijd ook met tweedeklasrijtuigen. In het kader van het plan IC79 zouden ook tweedeklas IC-rijtuigen worden geïntroduceerd en de zuivere eersteklastreinen als TEE worden gekwalificeerd.

## Trans Europ Express
De Friedrich Schiller is op 28 mei 1979 in het TEE-net opgenomen, als binnenlandse TEE die alleen reed op werkdagen.

### Rollend materieel
De treindienst werd meteen gestart met elektrische tractie met getrokken rijtuigen.

#### Tractie
Als locomotieven is de serie 103 ingezet.

#### Rijtuigen
Als rijtuigen werden de, vanaf 1964 gebouwde, vervolgseries type Rheingold ingezet.

### Route en dienstregeling
Behalve de onderbreking in de weekeinden reed de trein in de zomermaanden van 1980 en 1981 helemaal niet.
| TEE 17 | land      | station    | km  | TEE 16 |
| ------ | --------- | ---------- | --- | ------ |
| 14:33  | Duitsland | Dortmund   | 0   | 11:22  |
| 14:53  | Duitsland | Essen      | 34  | 11:01  |
| 15:06  | Duitsland | Duisburg   | 54  | 10:47  |
| 15:19  | Duitsland | Düsseldorf | 77  | 10:32  |
| 15:44  | Duitsland | Keulen     | 117 | 10:06  |
| 16:03  | Duitsland | Bonn       | 151 | 09:42  |
| 16:36  | Duitsland | Koblenz    | 210 | 09:11  |
| 17:28  | Duitsland | Mainz      | 302 | 08:20  |
| 17:48  | Duitsland | Darmstadt  | 335 | 07:59  |
| 18:18  | Duitsland | Heidelberg | 394 | 07:30  |
| 19:30  | Duitsland | Stuttgart  | 506 | 06:20  |

Vanaf 27 september 1981 werd de trein richting Dortmund, tussen Essen en Dortmund omgeleid en kreeg deze daarbij ook een extra stop in Gelsenkirchen. Op 19 mei 1982 kwam een eind aan de Friedrich Schiller als TEE. De naam is tussen 1985 en 2001 nog gebruikt voor diverse intercityverbindingen over dezelfde route.